# 105 Lélio Gama St.

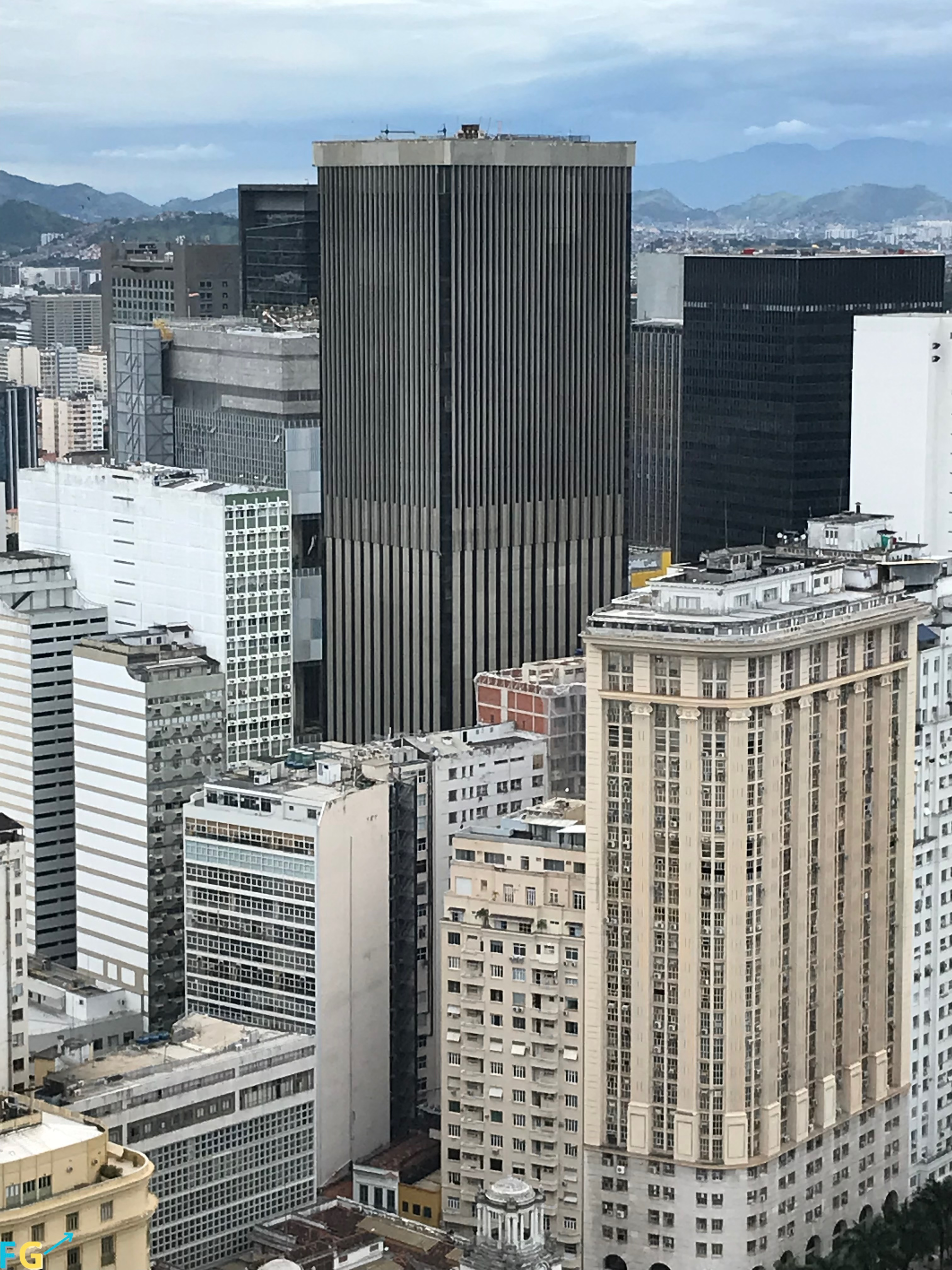
105 Lélio Gama St. (edifício mais alto no centro da imagem), no Rio de Janeiro

O Lélio Gama 105 é um arranha-céu localizado na cidade brasileira do Rio de Janeiro em 1980. Com 143 metros de altura e 40 andares, atualmente figura na posição de 20º maior edifício do Brasil e segundo maior da cidade do Rio de Janeiro.